# Бахет, Мохаммед
Мохаммед Абдух Бахет — катарский бегун на длинные дистанции. На олимпийских играх 2012 года занял 68-е место в марафоне с результатом 2:25.17. Занял 8-е место в беге на 10 000 метров на чемпионате мира среди юниоров 2006 года. Занял 21-е место на чемпионате мира по полумарафону 2007 года. Выступал на чемпионате мира по кроссу 2010 года, но не смог закончить дистанцию.
На Дубайском марафоне 2012 года занял 18-е место с личным рекордом — 2:12.14.